# Richtlinie 2004/39/EG über Märkte für Finanzinstrumente
Die Richtlinie 2004/39/EG über Märkte für Finanzinstrumente, kurz Finanzmarktrichtlinie, ist eine Richtlinie der Europäischen Union (EU) zur Harmonisierung der Finanzmärkte im europäischen Binnenmarkt. Sie wird häufig als MiFID I bezeichnet, das Akronym für die englische Bezeichnung Markets in Financial Instruments Directive.
Ziele sind mehr Anlegerschutz, verstärkter Wettbewerb und eine Harmonisierung des europäischen Finanzmarktes.
Zum 3. Januar 2018 wurde die Richtlinie 2004/39/EG durch die Richtlinie 2014/65/EU (MiFID II) ersetzt.

## Hintergrund
Ende April 2005 wurde die Anwendbarkeit der Richtlinie auf den gesamten EWR ausgedehnt. Anfang Februar 2006 hatte die Europäische Kommission Entwürfe für die Durchführungsmaßnahmen der Richtlinie veröffentlicht, das Europäische Parlament stimmte einer Fristverlängerung zur Umsetzung zu, demnach mussten die Mitgliedstaaten die MiFID samt Durchführungsrichtlinie spätestens zum 31. Januar 2007 in Kraft setzen. Die Vorschriften selbst mussten spätestens ab dem 1. November 2007 Anwendung finden.
Die Umsetzung in nationales Recht erfolgte in Deutschland mit dem Finanzmarktrichtlinie-Umsetzungsgesetz in Verbindung mit der Wertpapierdienstleistungs-, Verhaltens- und Organisationsverordnung.
Die MiFID ist ein wesentlicher Punkt im Aktionsplan der Europäischen Kommission für Finanzdienstleistungen (Financial Services Action Plan, FSAP).
Als Grundlage für die Konzeption der MiFID kann man die Zielsetzung sehen, dass Anleger – sowohl private als auch organisierte – befähigt werden, leichter innerhalb der EU, aber auch über ihre Grenzen hinweg, zu investieren. Ebenfalls erleichtert werden Wertpapierdienstleistungen. Die Europäische Kommission versucht des Weiteren einen Wettbewerbsmarkt zu schaffen, der gleiche Bedingungen für alle europäischen Handelsplätze fördert. Diese Anstrengungen beinhalten auch Schutzmaßnahmen für Verbraucher genauso wie für Anleger.

## Zweck und Inhalt
Die bestehenden nationalen Regelungen zur Abwicklung von Finanzdienstleistungen sollen mit Bestimmungen zum Anlegerschutz, verbesserter Transparenz der Finanzmärkte und Integrität der Finanzdienstleister erweitert werden.
Wesentliche Regelungen betreffen:
- Eignung (englisch suitability) – die Eignung einer Anlageempfehlung im Kontext der Markterwartungen und des Risikoprofils eines Anlegers
- Angemessenheit (englisch appropriateness) –  die Eignung einer Anlageempfehlung im Kontext des Erfahrungs- und Verständnishorizontes eines Anlegers
- Beste Ausführung (englisch best execution) – die Verpflichtung für Wertpapierfirmen, jene Ausführungsplätze auszuwählen, auf denen für ihre Kunden das gleich bleibend beste Ergebnis hinsichtlich der Kosten, der Ausführungswahrscheinlichkeit und der Schnelligkeit der Ausführung darstellbar ist.
- Dokumentation und Archivierung – Die Finanzmarktgeschäfte müssen so dokumentiert und archiviert werden, dass die Einhaltung der Best Execution und anderer MiFID-Bestimmungen gegenüber den Aufsichtsbehörden nachgewiesen werden kann.
- Vorteilsgewährung – Gewährt oder empfängt eine Wertpapierfirma Vorteile bei der Vermittlung eines Geschäfts, handelt sie gemäß der Richtlinie dann unredlich, wenn sie diese Vorteile dem Kunden gegenüber nicht offenlegt. Betroffen sind in erster Linie Bestandsprovisionen und Retrozessionen (Kick-backs).

## Ablösung 2018 durch neue Richtlinie
Seit 3. Januar 2018 ist die Richtlinie 2004/39/EG durch die neugefasste Richtlinie 2014/65/EU abgelöst worden. Zu den Hintergründen der Neufassung siehe Richtlinie 2014/65/EU über Märkte für Finanzinstrumente.